# Lucantonio D'Onofrio

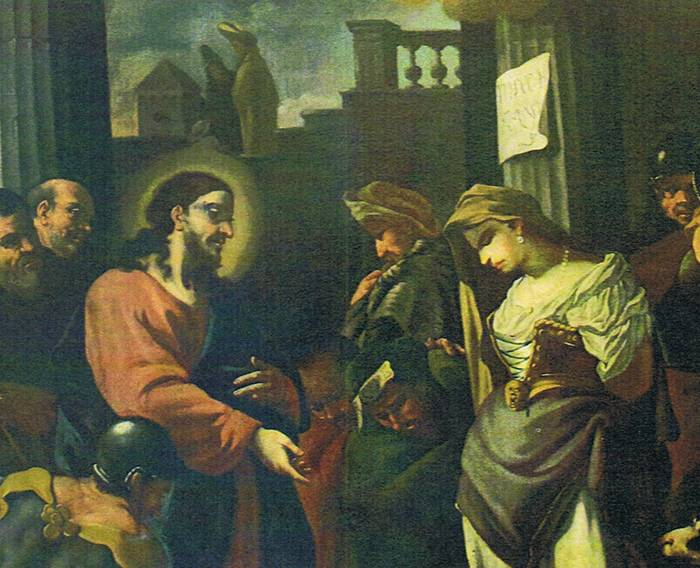
Cristo e ladultera, olio su tela di Lucantonio D'Onofrio (1758) conservato nella collegiata di San Martino (Cerreto Sannita). La figura femminile fece molto scalpore all'epoca a causa del collo, lasciato scoperto dall'artista.

Lucantonio D'onofrio (Solopaca, 1708 – Solopaca, ...) è stato un pittore italiano che ha operato prevalentemente nella Valle Telesina.

## Vita e opere
Nato a Solopaca, nel 1738 si trasferì a Cerreto Sannita dove l'anno successivo sposò Genziana D'Andrea. Il matrimonio avvenne nella casa della sposa, vedova di Andrea Marchitto. 
Grazie al catasto onciario del 1742 si viene a sapere che in quell'anno il D'Onofrio, che era citato nella parte del catasto riservata ai "forestieri abitanti", dichiarava di avere 34 anni, di essere sposato con la D'Andrea e di avere una bambina di due anni chiamata Margherita.
A Cerreto il D'Onofrio eseguì diversi dipinti per la collegiata di San Martino ed alcuni affreschi in palazzo Biancolillo (oggi Franco). 
Nel 1748 si allontanò da Cerreto.